# Universidade Estadual de Roraima
Universidade Estadual de Roraima (UERR) é uma instituição de ensino superior pública estadual localizada na cidade de Boa Vista, capital de Roraima. Foi criada pela Lei Complementar Nº 91, de 10 de novembro de 2005.
Mantida pelo Governo estadual, a UERR realiza os vestibulares anuais no mês de Dezembro para provimento de vagas. Possui diversas unidades por todo o estado, sendo essa política de interiorização do ensino superior uma de suas propostas fundamentais que todavia vem ocorrendo uma reestruturação interna, para seja apenas 2 campus polarizados o de Boa Vista e Rorainópolis , contando atualmente com seis campi.
Em 2018, a universidade passou a oferecer vagas para o curso de medicina.

## Campisda UERR

### Campus Boa Vista[3]
- Núcleo Boa Vista
Cursos de Administração,  Ciências Biológicas, Ciências da Computação, Ciências da Natureza e Matemática, Comércio Exterior,  Direito, Educação Física, Filosofia, Geografia, Letras, Química, Matemática, Medicina, Enfermagem, Física, História, Segurança Pública, Pedagogia, Serviço Social e Sociologia.

### Campus Caracaraí[5]
O prédio do Campus Caracaraí foi entregue no dia 10 de fevereiro de 2012 pelo Governo do Estado. O campus dispõe de doze salas de aula, laboratório, auditório e biblioteca.
- Núcleo Caracaraí
Cursos de Ciência da Computação, Matemática, Pedagogia.

### Campus Rorainópolis[7]
- Núcleo Rorainópolis
Cursos de Ciências Contábeis, Filosofia, Letras, Química, Engenharia Florestal, Ciências Biológicas, Agronomia, Matemática, Pedagogia e Física.
- Núcleo de Nova Colina
Curso de Administração, Letras.